# J. Farrell MacDonald
John Farrell MacDonald (n. 6 iunie 1875, Waterbury, Connecticut, SUA – d. 2 august 1952, Hollywood, California, SUA) a fost un actor de personaj și regizor american. Pe parcursul carierei, a apărut în peste 325 de filme și a regizat 45 de filme mute între 1912 și 1917.
Acesta a fost directorul principal al Oz Film Manufacturing Company⁠(d) deținute de autorul L. Frank Baum și a avut numeroase roluri în lungmetrajele lui Frank Capra, Preston Sturges⁠(d) și John Ford.

## Biografie
MacDonald s-a născut în Waterbury, Connecticut. Conform lucrării A Biographical Dictionary of Silent Film Western Actors and Actresses de George A. Katchme, data sa de naștere este 14 aprilie 1875. În genericul filmelor, apare adesea sub nume precum Farrell MacDonald, JF Mcdonald și Joseph Farrell Macdonald.
Acesta a absolvit Universitatea Yale cu o diplomă de licență în 1903 și a jucat fotbal în perioada studenției.

## Cariera
La începutul carierei sale, MacDonald a fost cântăreț în piese de teatru blackface⁠(d) și a apărut în producții teatrale timp de doi ani în cadrul unui turneu organizat în Statele Unite. Primul său rol a fost în filmul mut The Scarlett Letter din 1911, realizat de studioul de film Independent Moving Pictures Company⁠(d) (IMP), precursorul Universal Pictures. Primul proiect regizat de MacDonald a fost The Worth of a Man, un scurtmetraj dramatic. A continuat să realizeze încă 43 de filme până în 1917, ultimul său proiect fiind Over the Fence⁠(d).
În 1918, MacDonald, care urma să devină unul dintre cei mai îndrăgiți actori de personaj din Hollywood, a renunțat la munca de regizor și s-a dedicat complet actoriei, având roluri cu precădere în producții western și comedii irlandeze. A lucrat pentru prima dată cu John Ford la filmul A Fight for Love⁠(d) din 1919 și a apărut în alte lungmetraje regizate de acesta. În total, MacDonald a apărut în douăzeci și cinci de filme între 1919 și 1950, cele mai cunoscute fiind filmele mute The Iron Horse (1924), 3 Bad Men (1926) și Riley the Cop⁠(d) (1927).
Trecerea la filmele sonore nu i-a afectat cariera și a continuat să obțină numeroase roluri. De exemplu, MacDonald a apărut în 14 filme pe parcursul anului 1931 – inclusiv în prima ecranizare a Șoimului maltez⁠(d) – și alte 22 în 1932. În acestă perioadă, a ajuns cunoscut pentru rolul vagabondului Tramp din lungmetrajul Our Little Girl⁠(d) (1935) și rolul lui Pop Ryley din Me and My Gal⁠(d) (1932). 
În anii 1940, MacDonald a devenit parte a grupului Preston Sturges Stock Company⁠(d), fiind prezent în șapte filme regizate de acesta. A apărut în lungmetrajele Sullivan's Travels⁠(d), The Palm Beach Story⁠(d), The Miracle of Morgan's Creek⁠(d), The Great Moment⁠(d), The Sin of Harold Diddlebock⁠(d), Unfaithfully Yours⁠(d) și The Beautiful Blonde from Bashful Bend⁠(d). Rolurile din filmele lui Sturges au fost în general nemenționate. A intrat în atenția publicului cinefil cu rolul barmanului Mac din Draga mea Clementine (1946). De asemenea, a avut roluri nemenționate în O viață minunată (1946) și Here Comes the Groom⁠(d) (1951).
Ultimul său film a fost comedia Elopement⁠(d) din 1951. 

## Moarte
MacDonald a murit la Hollywood pe 2 august 1952 la vârsta de 77 de ani. A fost căsătorit cu actrița Edith Bostwick până la moartea acesteia în 1943; cei doi au avut împreună o fiică pe nume Lorna.

## Filmografie

### Film mut
- The Scarlet Letter (1911, scurtmetraj) – Minor Role (debut)
- The Worth of a Man (1912, regizor)
- Rory o' the Bogs (1913, regizor)
- Samson (1914, regizor)
- The Patchwork Girl of Oz (1914, regizor)
- The Magic Cloak of Oz (1914, regizor)
- His Majesty, the Scarecrow of Oz (1914, regizor)
- The Last Egyptian (1914, regizor) – Kara, the Last Egyptian
- The Heart of Maryland (1915) – Col. Thorpe
- Rags (1915) – Paul Ferguson
- Lonesome Luke, Social Gangster (1915, regizor)
- Over the Fence (1917, regizor)
- The Best Man (1917) – Minor Role (nemenționat)
- $5,000 Reward (1918) – Norcross
- Fair Enough (1918) – Chief of Police Morgan
- Roped (1919) – Butler
- Molly of the Follies (1919) – Swannick
- A Fight for Love (1919) – The Priest
- A Charge to Keep (1919) – Officer Hennessey
- Riders of Vengeance (1919) – Buell
- Trixie from Broadway (1919) – Slim Hayes
- A Sporting Chance (1919) – Luther Ripley aka Kennedy
- The Outcasts of Poker Flat (1919)
- This Hero Stuff (1919) – Softnose Smith
- Marked Men (1919) – Tom Placer McGraw
- Bullet Proof (1920) – Jim Boone
- The Path She Chose (1920) – Father
- Hitchin' Posts (1920) – Joe Alabam
- The Freeze-Out (1921) – Bobtail McGuire
- Desperate Youth (1921) – 'Mendocino' Bill
- The Wallop (1921) – Neuces River
- Little Miss Hawkshaw (1921) – Inspector Hahn
- Action (1921) – Mormon Peters
- Bucking the Line (1921) – Dave Kinsey
- Riding with Death (1921) – Sheriff Pat Garrity
- Trailin' (1921) – Joseph Piotto
- Sky High (1922) – Jim Frazer
- Come on Over (1922) – Michael Morahan
- The Bachelor Daddy (1922) – Joe Pelton
- Tracks (1922) – Jack Bess
- Over the Border (1922) – Peter Galbraith
- The Bonded Woman (1922) – Captain Gaskell
- The Ghost Breaker (1922) – Sam Marcum
- Manslaughter (1922) – (uncredited)
- The Young Rajah (1922) – Amhad Beg – Prime Minister
- While Paris Sleeps (1923) – George Morier
- Quicksands (1923) – Col. Patterson
- Racing Hearts (1923) – Silas Martin
- Drifting (1923) – Murphy
- The Age of Desire (1923) – Dan Reagan
- Fashionable Fakers (1923) – Pat O'Donnell
- Fair Week (1924) – Jasper Remus
- The Storm Daughter (1924) – Con Mullaney
- Mademoiselle Midnight (1924) – Duc de Moing (Prologue)
- Western Luck (1924) – 'Chuck' Campbell
- The Signal Tower (1924) – Pete
- The Iron Horse (1924) – Cpl. Casey
- Gerald Cranston's Lady (1924) – Rennie
- Those Who Dare (1924)
- The Brass Bowl (1924) – Hickey
- Let Women Alone (1925) – Commodore John Gordon
- The Scarlet Honeymoon (1925) – Joshua Thorpe
- Lightnin' (1925) – Lemuel Townsend
- The Lucky Horseshoe (1925) – Mack
- Kentucky Pride (1925) – Donovan
- Thank You (1925) – Andy
- The Fighting Heart (1925) – Jerry
- The First Year (1926) – Mr. Barstow
- The Dixie Merchant (1926) – Jean Paul Fippany
- The Shamrock Handicap (1926) – Con O'Shea
- A Trip to Chinatown (1926) – Benjamin Strong
- The Last Frontier (1926) – Wild Bill Hickok
- 3 Bad Men (1926) – Mike Costigan
- The Family Upstairs (1926) – Joe Heller
- The Country Beyond (1926) – Sgt. Cassidy
- Bertha, the Sewing Machine Girl (1926) – Sloan
- The Scarlet Honeymoon (1926)
- Ankles Preferred (1927) – McGuire
- Love Makes 'Em Wild (1927) – W. Barden
- Rich But Honest (1927) – Diamond Jim O'Grady
- Cradle Snatchers (1927) – George Martin
- Colleen (1927) – Mr. O'Flynn
- Paid to Love (1927) – Peter Roberts
- Sunrise: A Song of Two Humans (1927) – The Photographer
- East Side, West Side (1927) – Pug Malone
- The Cohens and the Kellys in Paris (1928) – Patrick Kelly
- Bringing Up Father (1928) – Jiggs
- None but the Brave (1928) – John Craig
- 4 Devils (1928) – The Clown
- Riley the Cop (1928) – James 'Aloysius' Riley
- Strong Boy (1929) – Angus McGregor
- Masked Emotions (1929) – Will Whitten

### Film sonor
- Abie's Irish Rose (1928) – Patrick Murphy
- In Old Arizona (1928) – Stage Passenger (nemenționat)
- Masquerade (1929) – Joe Hickey
- Happy Days (1929) – Train Conductor
- The Painted Angel (1929) – Pa Hudler
- South Sea Rose (1929) – Hackett
- Men Without Women (1930) – Costello
- Song o' My Heart (1930) – Rafferty
- The Girl of the Golden West (1930) – Sonora Slim
- Born Reckless (1930) – Pat O'Toole
- The Truth About Youth (1930) – Colonel Graham
- Other Men's Women (1931) – Peg-Leg
- The Painted Desert (1931) – Jeff Cameron
- The Easiest Way (1931) – Ben
- Woman Hungry (1931) – Buzzard
- The Millionaire (1931) – Dan Lewis
- Too Young to Marry (1931) – Rev. Stump
- The Maltese Falcon (1931) – Det. Sgt. Tom Polhouse
- Sporting Blood (1931) – MacGuire
- The Brat (1931) – Timothy Timson – the Butler
- The Squaw Man (1931) – Big Bill
- The Spirit of Notre Dame (1931) – Coach
- Touchdown (1931) – Pop Stewart
- Under Eighteen (1931) – Pop Evans
- Discarded Lovers (1932) – Chief Sommers
- Hotel Continental (1932) – Detective Martin
- Steady Company (1932) – Hogan
- Probation (1932) – Uncle George
- Scandal for Sale (1932) – Treadway
- The Strange Love of Molly Louvain (1932) – Police Sgt. J.B. Antrim (nemenționat)
- Week-End Marriage (1932) – Mr. Davis
- Stranger in Town (1932) – Scout (nemenționat)
- Madame Racketeer (1932) – John Adams
- The Vanishing Frontier (1932) – Waco
- The Hurricane Express (1932) – Jim Baker
- The Thirteenth Guest (1932) – Police Capt. Ryan
- The Phantom Express (1932) – D.J. 'Smokey' Nolan
- Hearts of Humanity (1932) – Tom O'Hara
- 70,000 Witnesses (1932) – State Coach
- This Sporting Age (1932) – Jerry O'Day
- Heritage of the Desert (1932) – Adam Naab
- The Pride of the Legion (1932) – Police Chief Scott
- Men Are Such Fools (1932) – Prison Warden Randolph
- Me and My Gal (1932) – Pop Riley
- No Man of Her Own (1932) – 'Dickie' Collins
- The Racing Strain (1932) – Mr. Martin
- The Iron Master (1933) – J.C. Stillman
- The Working Man (1933) – Henry Davis
- Peg o' My Heart (1933) – Patrick Shamus 'Pat' O'Connell
- Laughing at Life (1933) – Prison Warden
- The Power and the Glory (1933) – Mulligan
- I Loved a Woman (1933) – Shuster
- Murder on the Campus (1933) – Police Capt. Ed Kyne
- Myrt and Marge (1933) – Grady
- Under Secret Orders (1933) – John Burke
- Man of Two Worlds (1934) – Michael
- The Crosby Case (1934) – The Doorman—Mike Costello
- The Crime Doctor (1934) – Kemp
- Once to Every Woman (1934) – Flannigan
- She Made Her Bed (1934) – Bookmaker (nemenționat)
- The Cat's-Paw (1934) – Shigley
- Beggar's Holiday (1934) – Pop Malloy
- The Best Man Wins (1935) – Captain—Harbor Patrol
- Romance in Manhattan (1935) – Officer Murphy
- Maybe It's Love (1935) – The Cop
- Square Shooter (1935) – Sheriff
- Northern Frontier (1935) – Inspector McKenzie
- The Whole Town's Talking (1935) – Prison Warden (nemenționat)
- Star of Midnight (1935) – Police Inspector Doremus
- Swellhead (1935) – Umpire
- Let 'Em Have It (1935) – Mr. Keefer
- Our Little Girl (1935) – Mr. Tramp
- The Healer (1935) – Applejack
- The Arizonian (1935) – Marshal Andy Jordan
- Shadows of the Orient (1935) – Inspector Sullivan
- Front Page Woman (1935) – Hallohan
- Danger Ahead (1935) – Harry Cromwell – City Editor
- The Irish in Us (1935) – Capt. Jackson
- The Farmer Takes a Wife (1935) – (nemenționat)
- Waterfront Lady (1935) – Capt. O'Brien
- Stormy (1935) – Trinidad Dorn
- Fighting Youth (1935) – Coach Parker
- Hitch Hike Lady (1935) – Judge Hale
- Riffraff (1936) – 'Brains' McCall
- Exclusive Story (1936) – Michael Devlin
- Florida Special (1936) – Captain Timothy Harrigan
- Show Boat (1936) – Windy McClain
- Mysterious Crossing (1936) – Police Chief Bullock
- Maid of Salem (1937) – Captain of Ship
- The Great Barrier (1937) – Major Rogers
- The Hit Parade (1937) – Sgt. O'Hara
- Parnell (1937) – Irish Laborer (nemenționat)
- Slave Ship (1937) – Proprietor
- Slim (1937, Warner Bros) – Pop
- Flying Fists (1937) – Bill 'One-Punch' Fagin
- Roaring Timber (1937) – Andrew MacKinley
- Topper (1937) – Policeman
- My Dear Miss Aldrich (1937) – 'Doc' Howe
- The Game That Kills (1937) – Joe Holland
- County Fair (1937) – Calvin Williams – Julie's Father
- Courage of the West (1937) – Buck Saunders
- My Old Kentucky Home (1938) – Mayor Jim Hopkins
- White Banners (1938) – Dr. Thompson
- State Police (1938) – Charlie Wheeler
- Extortion (1938) – Coach Pearson
- Numbered Woman (1938)
- Barefoot Boy (1938) – Warden
- The Crowd Roars (1938) – Father Ryan
- The Last Express (1938) – William Barton
- There Goes My Heart (1938) – Officer
- Submarine Patrol (1938) – CWO 'Sails' Quincannon
- Gang Bullets (1938) – Chief Reardon
- Come On, Rangers (1938) – Colonel Forbes
- Little Orphan Annie (1938) – 'Pop' Corrigan
- The Lone Ranger Rides Again (1939, Serial) – Craig Dolan
- East Side of Heaven (1939) – Doorman (nemenționat)
- Zenobia (1939) – Judge
- Susannah of the Mounties (1939) – Pat O'Hannegan
- Mickey the Kid (1939) – Sheriff J.J. Willoughby
- They Shall Have Music (1939) – Police Chief (nemenționat)
- Conspiracy (1939) – Captain of the Falcon
- Coast Guard (1939) – Capt. Hansen (nemenționat)
- Full Confession (1939) – Joe, Police Sergeant (nemenționat)
- The Housekeeper's Daughter (1939) – Police Captain (nemenționat)
- The Gentleman from Arizona (1939) – Wild Bill Coburn
- Knights of the Range (1940) – Cappy
- Dark Command (1940) – Dave
- The Light of Western Stars (1940) – Bill Stillwell
- I Take This Oath (1940) – Insp. Tim Ryan
- Prairie Law (1940) – Sheriff Jim Austin
- The Last Alarm (1940) – Jim Hadley
- Untamed (1940) – Doctor Billar
- Stagecoach War (1940) – Jeff Chapman
- Friendly Neighbors (1940) – Sheiff Potts
- Meet John Doe (1941) – 'Sourpuss'
- In Old Cheyenne (1941) – Tim Casey
- The Great Lie (1941) – Dr. Ferguson
- Broadway Limited (1941) – RR Line Supt. Mulcahey (nemenționat)
- Riders of the Timberline (1941) – Jim Kerrigan
- Sullivan's Travels (1941) – Desk Sergeant (nemenționat)
- Law of the Timber (1941) – Adams
- Private Snuffy Smith (1942) – General Rosewater
- Wild Bill Hickok Rides (1942) – Judge Henry Hathaway
- Captains of the Clouds (1942) – Dr. Neville
- Reap the Wild Wind (1942) – Port Captain
- One Thrilling Night (1942) – Police Sgt. Haggerty
- Little Tokyo, U.S.A. (1942) – Capt. Wade
- The Palm Beach Story (1942) – Officer O'Donnell (nemenționat)
- Phantom Killer (1942) – Police Captain
- Bowery at Midnight (1942) – Capt. Mitchell
- The Living Ghost (1942) – Police Lt. 'Pete' Peterson
- The McGuerins from Brooklyn (1942) – Cop
- The Ape Man (1943) – Police CaptainO'Brien
- Harrigan's Kid (1943) – Frank (nemenționat)
- Clancy Street Boys (1943) – Police Sgt. Flanagan
- Tiger Fangs (1943) – Geoffrey MacCardle
- The Miracle of Morgan's Creek (1943) – Sheriff (nemenționat)
- True to Life (1943) – Bit Role (nemenționat)
- Texas Masquerade (1944) – John Martindale
- Pin Up Girl (1944) – Train Conductor (nemenționat)
- Ladies of Washington (1944) – Night Watchman (nemenționat)
- Follow the Leader (1944) – Clancy, Policeman
- The Great Moment (1944) – The Priest
- Shadow of Suspicion (1944) – Police Captain Mike Dolan
- Greenwich Village (1944) – Police Officer O'Shea (nemenționat)
- Irish Eyes Are Smiling (1944) – Stage Doorman (nemenționat)
- Hangover Square (1945) – Street Vendor (nemenționat)
- A Tree Grows in Brooklyn (1945) – Carney The Junkman (nemenționat)
- Circumstantial Evidence (1945) – Jury Foreman (nemenționat)
- Nob Hill (1945) – Cabby with Katie (nemenționat)
- The Dolly Sisters (1945) – Opera Stage Doorman (nemenționat)
- Johnny Angel (1945) – Capt. Angel
- Fallen Angel (1945) – Bank Guard (nemenționat)
- The Woman Who Came Back (1945) – Sheriff
- Pillow of Death (1945) – The Graveyard Sexton (nemenționat)
- Pardon My Past (1945) – Policeman (nemenționat)
- Behind Green Lights (1946) – O'Malley – Morgue Attendant (nemenționat)
- Joe Palooka, Champ (1946) – Long-Count Bowman
- Smoky (1946) – Jim – the Cook
- My Darling Clementine (1946) – Mac the Barman
- It's a Wonderful Life (1946) – Man Whose Grandfather Planted Tree (nemenționat)
- The Sin of Harold Diddlebock (1947) – Desk Sergeant (nemenționat)
- Web of Danger (1947) – Scotty MacKronish – Bus Driver
- Thunder in the Valley (1947) – McPherson, Innkeeper (nemenționat)
- Keeper of the Bees (1947) – Postmaster
- The Bachelor and the Bobby-Soxer (1947) – Mac – Bailiff (nemenționat)
- Christmas Eve (1947) – Policeman (nemenționat)
- If You Knew Susie (1948) – Police Sergeant (uncredited)
- Panhandle (1948) – Doc Cooper
- Sitting Pretty (1948) – Cop (nemenționat)
- Fury at Furnace Creek (1948) – Pops Murphy (nemenționat)
- The Walls of Jericho (1948) – Bailiff (nemenționat)
- Unfaithfully Yours (1948) – Stage Doorman (nemenționat)
- When My Baby Smiles at Me (1948) – Doorman (nemenționat)
- Belle Starr's Daughter (1948) – Doc Benson
- Shep Comes Home (1948) – Sheriff Cap Weatherby
- Whispering Smith (1948) – Bill Baggs
- Trouble Preferred (1948) – Apartment House Manager (nemenționat)
- Law of the Barbary Coast (1949) – Sergeant O'Leary
- Streets of San Francisco (1949) – Pop Lockhart
- The Beautiful Blonde from Bashful Bend (1949) – Sheriff Sweetser
- You're My Everything (1949) – Doorman (nemenționat)
- Sand (1949) – Telegraph Operator (nemenționat)
- Fighting Man of the Plains (1949) – Partridge
- The Dalton Gang (1949) – Judge Price
- When Willie Comes Marching Home (1950) – Gilby – Pharmacist (nemenționat)
- Dakota Lil (1950) – Ellis
- The Daltons' Women (1950) – Alvin – Stage Company Representative
- Mother Didn't Tell Me (1950) – Train Conductor (nemenționat)
- Hostile Country (1950) – Mr. Lane (nemenționat)
- Woman on the Run (1950) – Sea Captain
- Mr. Belvedere Rings the Bell (1951) – Mr. Kroeger (nemenționat)
- Here Comes the Groom (1951) – Husband on Airplane (nemenționat)
- Golden Girl (1951) – Husband (nemenționat)
- Superman and the Mole Men (1951) – Pop Shannon
- Elopement (1951) – Mr. Simpson (nemenționat) (rol final)